# David Kralj
David Kralj (Lubiana, 25 gennaio 1999) è un cestista sloveno.